# Ashur

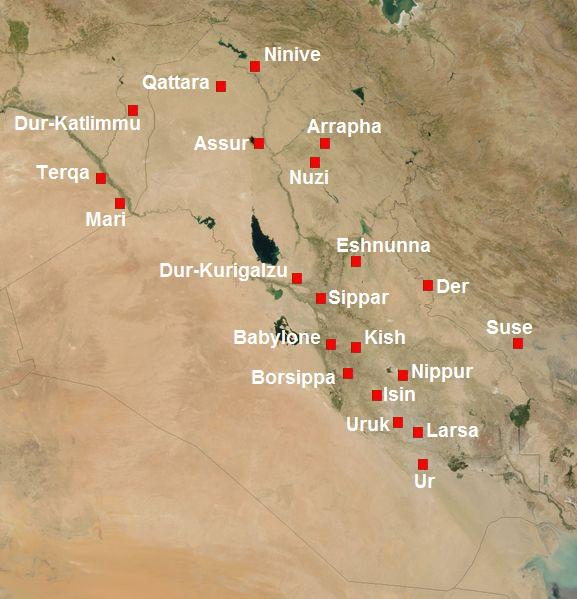
Mesopotamien 1000-talet f.Kr.

Ashur eller Assur (assyriska Aššur, nyöstsyriska Ātûr, hebreiska אַשּׁוּר, arabiska آشور) var Assyriens första huvudstad. Platsen kallas idag för Qal'at Sherqat. Ruinerna av staden är belägen vid floden Tigris norr om bifloden Nedre Zaps inflöde i Saladin i nuvarande Irak. Det är även namnet på en assyrisk gud.

## Guden Assur
Assur var namnet på den högste guden i assyrisk mytologi och Assyriens skyddsgud. I mesopotamisk mytologi var han motsvarigheten till babyloniernas Marduk. Guden Assur beskyddade de assyriska kungarna och blev jämte Enlil och Ninurta den viktigaste guden i deras samhälle. Ett flertal assyriska kungar hade guden Assurs beskydd i sina namn.

## Staden Assur
Assur var den äldsta huvudstaden i Assyrien och var känd redan under akkadisk och sumerisk tid. I staden fanns en tidig kult av gudarna Adad, Assur och gudinnan Ishtar. I början av det andra årtusendet f.Kr. var staden ett säte för de första assyriska kungarna och en viktig handelsstad med förbindelser med Anatolien. Staden erövrades på 1700-talet f.Kr. av den amoritiska kungen Shamshi-Adad I som flyttade Assyriens huvudstad till Shubat-Enlil. Assur bestod sedan som residens för de tidiga medel-assyriska kungarna vilka var vasaller till Babylonien och Mitanni. 
Under Assur-uballit I:s regeringstid på 1300-talet f.Kr. blev Assur huvudstad i ett självständigt Assyrien. En hel del nya tempelbyggnader uppfördes och restaurerades under det medel-assyriska rikets tid till gudarna Anu, Adad, Assur och gudinnan Ishtar. Stadens murar utvidgades även till att omsluta ett område av 120 ha.
Det kungliga residenset flyttades senare till Kalhu av Ashur-nasir-pal II under 800-talet f.Kr. men staden med sina Assur-tempel förblev Assyriens religiösa huvudstad. Kung Sanherib lät bygga akitu-templet omkring 700 f.Kr. där nyårsfesten firades varje vår. Ett flertal assyriska kungar begravdes även under kungapalatset i staden i enlighet med assyriernas begravningssed. År 614 f.Kr. förstördes Assur av en medisk armé, men senare bebyggelse fanns på platsen under parthertiden fram till den sassaniska tiden under 200-talet e.Kr.

## Den arkeologiska upptäckten av Assur
Utforskning av Ashur började 1898 av tyska arkeologer. Utgrävningarna började 1900 av Friedrich Dielitzsch och fortsatte 1903-1913. Mer än 16 000 skärvor med kilskrift härifrån förvaras i Pergamonmuseet i Berlin. Stadens arkiv har studerats av den svenska assyriologen Olof Pedersén. 2015 började tyska arkeologer gräva i staden Göbekli Tepe som ligger strax utanför Urfa i Turkiet. Ruinerna man har funnit sägs vara från 1200-talet där man tydligt har hittat skulpturerade arkitekturer och avbildningar av Kung Ashur. 
I höjd med staden/byn Adiyaman har man dessutom hittat platsen som tillhörde Nemrud och därför har man döpt området efter honom till Nemrut Daği (Nemruts Berg) Nemrut tillhörde de syrianska (arameiska) kristna folket som levde under Mesopotamien tid.
Enligt påstått bekräftade källor sprängde Islamiska staten Ashur 2015.
År 2003 listade Ashur av Unesco som hotat kulturellt världsarv.